# أندريا أندرين
إلينور أندريا أندرين (بالسويدية: Ellenor Andrea Andreen) (1888-1972) كانت طبيبة، وسلامية، ونسوية سويدية. تخصصت في علاج مرض السكري، وجمعت بين الحمية الغذائية والإنسولين. كانت شخصية بارزة في الحركة النسائية السويدية، وأصبحت عضوًا في مجلس الاتحاد النسائي الديمقراطي الدولي في عام 1945، وأصبحت فيما بعد نائبة للرئيس. ترأست جمعية النساء اليساريات السويدية منذ عام 1946 حتى 1964. كانت أندرين من أنصار نزع السلاح النووي القوي، وحصلت على جائزة ستالين للسلام في عام 1953.

## النشأة والأسرة والتعليم
وُلدت أندرين في 11 يوليو عام 1888 في أوربي في مقاطعة فسترا يوتالاند، وهي ابنة مدير مصنع منسوجات، يوهان والفريد أندرين، وإليونور أندرين. ذهبت إلى مدرسة غوتنبرغ للفتيات، وتخرجت من مدرسة فيتفيلدتسكا في عام 1905. تزوجت من الكيميائي الحائز على جائزة نوبل تيودور سفيدبيرغ في عام 1909، وأنجبا طفلان قبل الطلاق في عام 1914. تزوجت من السياسي نيلز فولين منذ عام 1937 حتى 1942.

## مهنة طبية
شرعت أندرين في إجراء دراسات طبية أولية في جامعة أوبسالا في عام 1909، ولكنها أوقفتها حتى عام 1917، وتخرجت من كلية الطب في معهد كارولنسكا في ستوكهولم في عام 1919. حصلت على دكتوراه في الطب في عام 1933. أنشأت أندرين، بعد عملها في المستشفى، مختبرًا طبيًا لفحص مرض السكري في عام 1923. امتلكت أيضًا عيادة خاصة تعاملت بشكل رئيسي مع المرضى الذين يعانون من مرض السكري.
أمضت أندرين ست سنوات في كلية الطب بجامعة هارفارد في بوسطن حيث عملت مع الكيميائي أوتو فولين في مختبره بعد إدخال الإنسولين في عام 1921. تعلمت هي والطبيب إيليوت بّي. جوسلين كيفية الجمع بين علاج الإنسولين واتباع نظام غذائي متوازن. مارست هذا النهج مع مرضى السكري عند عودتها إلى السويد.

## السلام وحقوق المرأة
كانت أندرين عضوًا في جمعية المرأة المتحررة في ثلاثينيات القرن الماضي، وساهمت هناك في مجلة تايدفيرفيت التابعة للجمعية وعززت مفهوم النظافة الجنسية، وترأستها منذ عام 1946 حتى 1964. عُرِفت المنظمة فيما بعد باسم جمعية النساء اليساريات السويدية. ناضلت الجمعية من أجل التمثيل المتساوي للنساء والرجال في الانتخابات المحلية والوطنية. كانت من الرواد السويديين الذين شجعوا إدخال النساء في مجال الرياضة، ووضحت أن التمارين البدنية لم تكن أكثر ضرراً على النساء من الرجال.
أصبحت عضوًا في مجلس الاتحاد النسائي الديمقراطي الدولي عند إنشائه في باريس في عام 1945. كانت من دعاة السلام الراديكاليين، وعارضت التسلح النووي للسويد. شاركت في الخمسينيات من القرن الماضي في لجنة دولية للتحقيق في الاستخدام الأمريكي للحرب البيولوجية في الصين وكوريا. مُنحت جائزة لينين للسلام في عام 1953.
عملت محررةً في مجلة في كفينور (نحن النساء) منذ عام 1967 حتى عام 1971. انتُخِبت رئيسة فخرية في عام 1970 بصفتها عضوًا في الجمعية السويدية الكورية.
توفيت أندرين بالسرطان في 20 أبريل عام 1972.